# 勒菲松德倫德山
33°59′52″S 19°35′40″E / 33.99778°S 19.59444°E

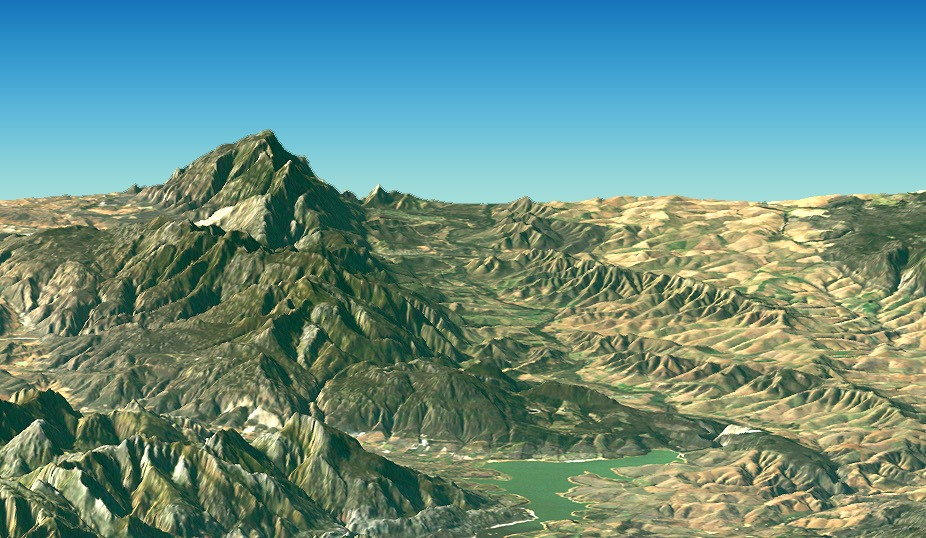

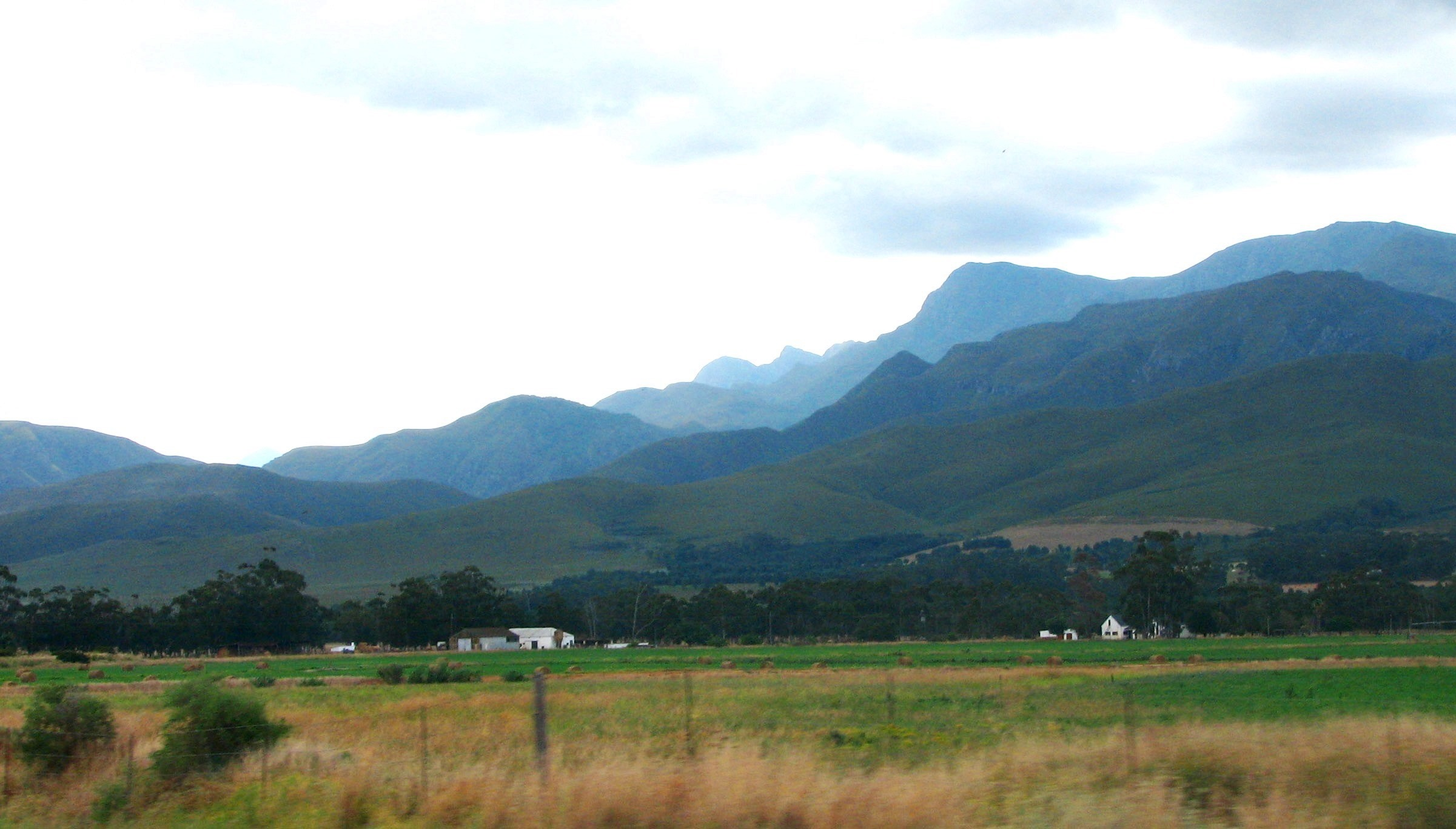

勒菲松德倫德山是南非的山脈，位於該國南部西開普省，屬於開普褶皺帶的一部分，長71公里、寬33公里，最高點海拔高度1,654米，該地區受地中海氣候影響。